# Sorgun (Yozgat)
Pour les articles homonymes, voir Sorgun.
Sorgun est une ville et un district de Turquie situés dans la province d'Yozgat, en Anatolie.
On y trouve la plus grande mosquée de la province : Salih Pasa.